# Lass-Olovtjärnen
Lass-Olovtjärnen är en sjö i Älvdalens kommun i Dalarna och ingår i Dalälvens huvudavrinningsområde.